# سده ۱۰ (قمری)
| سده‌ها: | سده ۹ - سده ۱۰ - سده ۱۱                 |
| دهه‌ها: | ۹۰۰ ۹۱۰ ۹۲۰ ۹۳۰ ۹۴۰ ۹۵۰ ۹۶۰ ۹۷۰ ۹۸۰ ۹۹۰ |

قرن ۱۰ قمری یا سده دهم (قمری) در تقویم هجری قمری به فاصله سالهای ۹۰۱ تا ۱۰۰۰ قمری گفته می‌شود.در این زمان حکومت صفویان در ایران، شیبانیان در ترکستان، عثمانی بر غرب جهان اسلام و گورکانیان بر هندوستان دارای قدرت بودند.

## رویدادهای سال ۱۰ هجری
- انجام حجة الوداع در ذی الحجه[۱]
- ماجرای  غدیر و تعیین جانشینی پیامبر اسلام(به اعتقاد شیعه)[۲]
- نزول آیه تبلیغ در حجة الوداع (۱۸ ذی‌الحجه)[۳]
- نزول آیه اکمال در حجة الوداع (۱۸ ذی‌الحجه)[۴]
- ‌ بخشیدن انگشتری علی بن ابی طالب به فقیر در رکوع نماز  در ۲۴ ذی‌الحجه (به قولی) [۵]
- درگذشت ابراهیم پسر پیامبر در (۱۸ رجب)[۶]

## چهره‌های برجسته
```
   
آصفی هروی
 (ف ‏۹۳۵‏ ق)
   
‏بابافغانی شیرازی
 (ف ۹۲۵ ق)
   
ثنایی مشهدی
 (ف ‏۹۹۶‏ ق)
   
ابوالفتح گیلانی
 (ف ‏۹۹۷‏ ق)
   
سحابی استرآبادی
 (ف ‏۱۰۱۰‏ ق)
   
شرف جهان قزوینی
 (ف ‏۹۶۸‏ ق)
   
شهیدی قمی
 (ف ‏۹۳۶‏ ق)
   
ضمیری اصفهانی
 (ف ‏۹۸۷‏ ق)
   
ظهوری ترشیزی
 (ف ‏۱۰۲۵‏ ق)
   
عرفی شیرازی
 (ف ‏۹۹۹‏ ق)
   
غزالی مشهدی
 (ف ‏۹۸۰‏ ق)
   
فکری جامه‌باف
 (ف ‏۹۷۳‏ ق)
   
فیضی فیاضی
 (ف ‏۱۰۰۴‏ ق)
   
قاسمی گنابادی
 (ف ‏۹۸۱‏ ق)
   
لسانی شیرازی
 (ف ‏۹۴۱‏ ق)
   
محتشم کاشانی
 (ف ‏۹۹۶‏ ق)
   
میلی مشهدی
 (ف ‏۹۸۳‏ ق)
   
نظیری نیشابوری
 (ف ‏۱۰۲۰‏ ق)
   
نوعی خبوشانی
 (ف ‏۱۰۱۹‏ ق)
   
وحشی بافقی
 (ف ‏۹۹۱‏ ق)
   
ولی دشت‌ بیاضی
 (ف ‏۱۰۰۱‏ ق)
   
‏هاتفی خرجردی
 (ف ۹۲۸ ق) 
   
هلالی جغتایی
 (ف ‏۹۳۵‏ ق)
```

## دهه‌ها و سال‌ها
1. ↑  واقدی، محمدبن عمر، کتاب المغازی، چاپ مارسدن جونز، لندن ۱۹۶۶.
2. ↑  طبرسی، ج ۱، ص۵۶ ؛ مفید، ص۹۱ ؛ حلبی، ج ۳، ص۳۰۸.
3. ↑  قمی، ج۱، ص۱۷۹؛ عیاشی، ج۱، ص۳۳۱ـ۳۳۲؛ فیض کاشانی، ج۲، ص۵۱؛ کلینی، ج۱، ص۲۹۰، ح ۶؛ حُوَیزی، ج۱، ص۶۵۳ـ ۶۵۵؛ بحرانی، ج۱ ص۴۹۰ ح.
4. ↑  سیوطی، الدر المنثور، ج۳، ص۱.
5. ↑  شیخ مفید، مسار الشیعه، ۱۴۱۴ق، ص۴۱.
6. ↑  ابن هشام، سیرة النبویة،ج ۲، ص۴۲۴؛ طبری، سلسله ۱، ص۱۷۴۰.